# Josh Safran
Joshua Safran, známý jako Josh Safran, je americký televizní producent a scenárista.

## Životopis
Absolvoval na Tisch School o Arts a získal titul Bachelor of Fine Arts.
Byl výkonným producentem a scenáristou pro seriál televize The CW Super drbna a stal se výkonným producentem a hlavním tvůrcem druhé a zároveň poslední řady televizního seriálu Smash, který byl vysílán na stanici NBC. Spolu s režisérkou Shanou Feste napsal scénář na nadcházející romantickou komedii Endless Love, remaku stejnojmenného filmu z roku 1981.